# Mellery (België)
Mellery (Waals: Mélénri) is een plaats en deelgemeente van de gemeente Villers-la-Ville in de Belgische provincie Waals-Brabant. Tot 1 januari 1977 was het een zelfstandige gemeente.

## Bezienswaardigheden
- De Sint-Laurentiuskerk (Église Saint-Laurent) is een bakstenen classicistisch bouwwerk van 1779.
- Het Château Pinchart is een neoclassicistisch kasteel van 1848 dat later nog in dezelfde stijl werd uitgebreid en dat gelegen is in een mooi park.

## Natuur en landschap
De omgeving van Mellery is bosrijk. De hoogte aan de kerk bedraagt 139 meter.

## Demografische ontwikkeling
- Bronnen:NIS, Opm:1831 tot en met 1970=volkstellingen, 1976= inwonersaantal op 31 december

## Afvalschandaal
Mellery raakte in de jaren tachtig bekend door een afvalschandaal. In de zandgroeve ‘Les Sableries Réunies’ werd jarenlang gevaarlijk afval gestort. Het stort werd in 1989 gesloten en nadien gesaneerd.

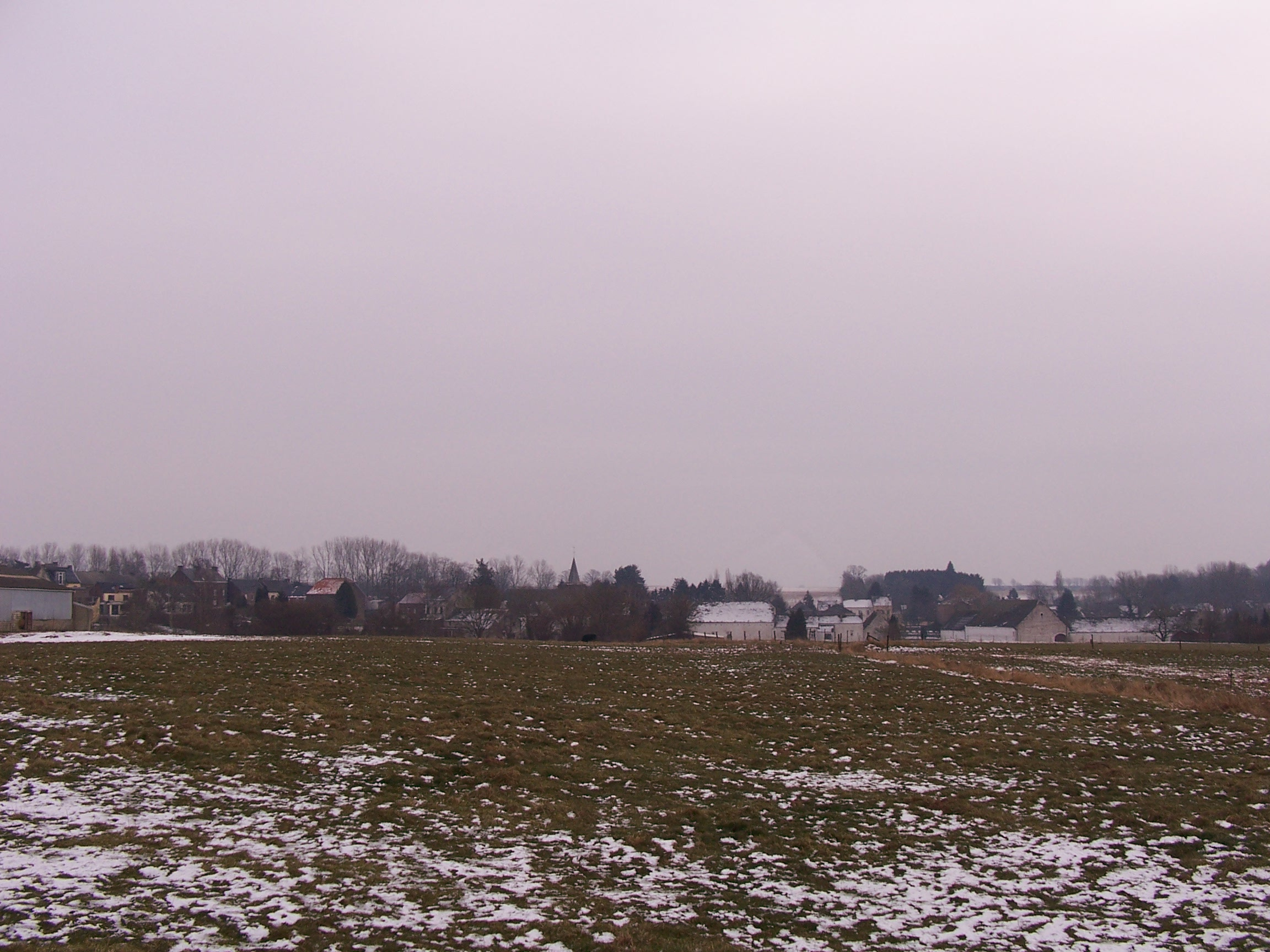
Zicht op Mellery vanuit de omliggende velden.

## Nabijgelegen kernen
Tilly, Gentinnes, Hévillers, Villeroux, Sart-Messire-Guillaume, Villers-la-Ville
Deelgemeenten: Marbais · Mellery · Sart-Dames-Avelines · Piraumont · Tilly

Overige dorpen en gehuchten: Gentissart · Heuval · Marbisoux · Piraumont · Rigenée · Strichon

Belgische gemeenten · Arrondissement Nijvel · Waals-Brabant · Wallonië